# Godna
Godna o Revelganj és una ciutat i la municipalitat més antiga del districte de Saran a Bihar (Índia). És la mítica ciutat de naixement del Hanuman i coneguda també com a Ahalya Udhar i Gautam Sthan. Està situada a 25° 47′ N, 84° 40′ E / 25.78°N,84.67°E a la riba del riu Gogra o Ghagra. La població segons el cens del 2001 era de 34.044 habitants. La població el 1872 era de 13.415 habitants, i el 1881 de 12.493. L'introductor de la seva importància comercial fou Revell, col·lector de duanes del districte, el 1785. Nombroses companyies europees s'hi van establir.